# Franz Gürtner
Franz Gürtner (født 26. august 1881 i Regensburg, død 29. januar 1941 i Berlin) var Reichsjustizminister (justitsminister) i Tyskland fra 1932 til sin død. Mens han var minister i Nazi-Tyskland var han medlem af Hitlers kabinet.
Under første verdenskrig fik han det tyske jernkors.